# Ocean Park (métro de Hong Kong)
 (janvier 2019).
Si vous disposez d'ouvrages ou d'articles de référence ou si vous connaissez des sites web de qualité traitant du thème abordé ici, merci de compléter l'article en donnant les références utiles à sa vérifiabilité et en les liant à la section « Notes et références ».
Ocean Park est une station de métro à Hong Kong. Elle doit son nom au parc de loisirs Ocean Park qui jouxte.
Elle permet de rejoindre le centre-ville de Hong Kong en quelques minutes contre plusieurs dizaines de minutes en bus. Elle fut ouverte le 28 décembre 2016 à l'occasion de l'ouverture de la South Island Line. Elle est l'une des quatre nouvelles stations créées sur cette ligne.
La station donne alors accès à de nombreuses lignes de bus, une station de taxis et à un parking relais.